# Rajevo Selo
Rajevo Selo je naselje na Hrvaškem, ki upravno spada pod občino Drenovci Vukovarsko-sremske županije. Naselje skupaj z okoliškimi vasmi spada v področje imenovano Cvelferija.

## Demografija
| Pregled števila prebivalcev po letih | Pregled števila prebivalcev po letih | Pregled števila prebivalcev po letih | Pregled števila prebivalcev po letih | Pregled števila prebivalcev po letih | Pregled števila prebivalcev po letih | Pregled števila prebivalcev po letih | Pregled števila prebivalcev po letih | Pregled števila prebivalcev po letih | Pregled števila prebivalcev po letih | Pregled števila prebivalcev po letih | Pregled števila prebivalcev po letih | Pregled števila prebivalcev po letih | Pregled števila prebivalcev po letih | Pregled števila prebivalcev po letih |      |
| ------------------------------------ | ------------------------------------ | ------------------------------------ | ------------------------------------ | ------------------------------------ | ------------------------------------ | ------------------------------------ | ------------------------------------ | ------------------------------------ | ------------------------------------ | ------------------------------------ | ------------------------------------ | ------------------------------------ | ------------------------------------ | ------------------------------------ | ---- |
| 1857                                 | 1869                                 | 1880                                 | 1890                                 | 1900                                 | 1910                                 | 1921                                 | 1931                                 | 1948                                 | 1953                                 | 1961                                 | 1971                                 | 1981                                 | 1991                                 | 2001                                 | 2011 |
| 751                                  | 975                                  | 1207                                 | 1266                                 | 1239                                 | 1240                                 | 1220                                 | 1244                                 | 1241                                 | 1363                                 | 1434                                 | 1586                                 | 1546                                 | 1476                                 | 1407                                 | 986  |

## Zemljepisni položaj
Vas leži na levi obali reke Save, na odcepu ceste Županja - Gunja - Brčko, 12 km zahodno od vasi Drenovci. Rajevo Selo pokriva površino 25,83 km².

## Zgodovina
Naselje se prvič omenja v času turške vladavine pod imenom Rahova (Bruce W. McGowan, Sirem Sancagi Mufassal Tahrir Defteri (1566-1574), Ankara, 1983), kar je zabeleženo v turškem popisu davčnih obveznikov in prihodkov, imenovanem defteri, za Rajevo selo (1566-1574). V tem času je vas pripadala okrožju (nahiji) Posavje (hrvaško Posavlje) in sodnemu okrožju (kazi) Nijemci v Sremskem sandžaku. Po tem popisu je v vasi bilo 29 krščanskih hiš in 2 muslimanski. Na zemljevidu Ogrske kraljevine iz leta 1709 je na tem mestu vrisano naselje Rejoselo, kar je najstarejši pisni dokaz o imenu vasi podobno današnjemu. Nekaj pozneje, leta 1720 je na zemljevidu Kraljevine Slavonije, izdajatelja Ludwiga Khevenhüllerja vrisano naselje Raevasellana. Kasnejši dokumenti in drugi viri imajo različne variacije današnjega imena naselja, kot Rajovo Szello, Rajevosello, Rajevoszello.
Po tem področju je leta 1786 hodil tudi avstrijki uslužbenec Franz Stefan Engel, ki je zapisal: Rajevo Selo je ravninska vas na Savi. Ima 57 hiš, ki so zgrajene iz vejevja, od katerih jih je 14 pokritih s slamo. V vasi je na običajen način zgrajen častniški stan, vaška stražarnica in podružnična cerkev. Ulice niso urejene v ravni vrsti. V vasi obstaja brod za prevoz prek Save v Turčijo. (Franz Stefan Engel, Opis Kraljevine Slavonije in Vojvodstva Srema, priredba Krunoslav Tkalcc, Županjski zbornik št:5, Županja 1975).
Po zemljiških knjigah iz leta 1786 je Rajevo Selo razdeljeno na:
- Selo (vas) - naseljeno področje
- Krčevine
- Zib
- Otolovci
- Mohovo
- Savske livade
- Banska področja
- Šume

V prvi polovici 18. stoletja za časa Vojne krajine, ki je potekala po tem področju, se obrt slabo razvija zaradi vojaških obveznosti mejnega prebivalstva. Šele v drugi polovici 18. stoletja se obrt prične razvijati, predvsem zaradi tega, ker je Rajevo Selo v tem času vojaško poveljniško mesto, ki je imelo ladijsko pristanišče in brod za prehod Save. Tako je leta 1865 ustanovljeno tudi Obrtniško društvo. Z izgradnjo železniške proge Vinkovci - Brčko in mostu prek Save pri Brčkem Rajevo Selo izgubi značilnost trgovskega središča. Ves promet se je preusmeril v Brčko in vas je začela propadati. Zaradi pomanjkanja dela življenje obrtnikov ni bilo idilično. Da bi lahko preživeli družine, so se obrtniki odločali tudi za delavska opravila.
Po ukinitvi Vojne krajine, so bili ustanovljeni okraji (hrvaški izraz kotar) in županije. Rajevo Selo je bilo vključeno v okraj Bošnjaci, pozneje pa v okraj Županja. Ta okraj je pripadal Sremski županiji s središčem v Vukovarju.

## Poplave leta 2014
Podrobnejši članek o poplavah v članku poplave na Balkanu 2014.
Reka Sava je 17. maja 2014 prebila obrambni nasip pri Rajevem Selu. Mesto preboja je bilo samo nekaj sto metrov od prvih hiš v naselju. Vas je bila skoraj v celoti poplavljena, vodna stihija je odnesla tudi dve življenji in nastala je ogromna materialna škoda.

## Prebivalstvo
Prvi popis prebivalstva je bil izvršen med letoma 1556 in 1574 ob popisu davčnih obveznikov Sremskega sandžaka. Tedaj je bilo ugotovljeno, da je vas večinoma krščanska, s samo dvema muslimanskima družinama. Že tedaj je bilo zabeleženo, da je v vasi tudi srbsko prebivalstvo (Vlahi). Ena izmed vaških ulic v kateri so živeli Vlahi, se je imenovala "Vlaški kraj", od leta 1918 dalje pa "Srbski kraj".
Po sklenitvi miru v Požarevcu leta 1718 so Turki to področje predali Avstro Ogrski monarhiji. Meja med njima je bila pomaknjena 5 do 10 km v notranjost Bosne in se je šele leta 1739 premaknila na obalo reke Save. Popis prebivalstva iz leta 1752 navaja, da v vasi živi 37 katoliških družin in dve leti pozneje, da je v vasi 45 katoliških hiš, 58 zakonskih parov in 173 oseb za spoved.
Leta 1786 so prebivalce popisali po hišnih številkah. Po tem popisu je bilo v vasi 58 hiš, od tega deset srbskih. Konec leta 1880. je vas imela 1207 prebivalca (983 katoličanov, 95 pravoslavcev, 17 Judov in 12 luteranov. 1073 prebivalcev je navedlo hrvaščino kot materinji jezik, 49 nemščino, 31 madžarščino, 30 slovaščino, 8 češčino, 2 slovenščino in 14 romščino. Deset let pozneje je število prebivalstva naraslo na 1266.
V začetku 20. stoletja se v vas pričnejo priseljevati Rusini, ki pripadajo Križevški grkokatološki eparhiji. Tako je v vasi, ob obstoječih katoliški in pravoslavni cerkvi, zgrajena tudi grkokatoliška cerkev leta 1912. Tej eparhiji so pripadali tudi Rusini iz sosednjih vasi Drenovci, Soljani, Vrbanja, Gradište, Đurići in Račinovci.
Število prebivalstva je v obdobju do leta 1948 stagniralo. Ob popisu leta 2001 je število prebivalcev naraslo na 1407. Pri popisu prebivalstva leta 2011 pa je število prebivalcev padlo na 986, kot posledica težke gospodarske situacije. Vas je multietnična, pri čemer večino predstavljajo Hrvati (okoli 75%). Poleg tega v vasi živijo Muslimani, Srbi, Nemci in Madžari.

## Gospodarstvo
Rajevo Selo leži izven glavnih prometnic, a je v svojem času, ko je promet bil sekundarnega pomena, bilo gospodarsko samozadostno, razvito, bogato in z zagotovljeno eksistenco prebivalstva. Dobra zemlja črnica je zagotavljala visoke donose vseh vrst rastlinske proizvodnje. Poleg tega je bila razvita tudi obrt (kovači, kolarji, brivci, mizarji, trgovci, gostilničarji). Obrtniki so imeli dobro delujoči ceh. Danes se prebivalstvo večinoma ukvarja s poljedelstvom in živinorejo. Od ostalih dejavnosti je prisotna trgovina, gostinstvo in obrt.

## Duhovno življenje
Vse do leta 1780 je bilo Rajevo Selo vključeno v župnijo Drenovci in škofijo v Peči (Pecs) na današnjem Madžarskem. Leta 1745 je bila posvečena cerkev v čast Vseh svetih. To je bila lesena cerkev, ki se je nahajala na pokopališču. Ker ni imela strehe, niti vidnih znakov posvetitve oltarnega kamna, je v virih podatek, da ni bilo potrebno veliko truda, da se v njej prepove bogoslužje. Deset let pozneje, v času kanonskega obiska župnije Drenovci, je podatek, da se v Rajevem Selu nahaja lesena cerkev posvečena Svetem Iliji, in da v vasi živi 88 zakonskih parov, 255 oseb za obhajilo in spoved, ter da so vsi vaščani katoliške veroizpovedi.
Od Drenovcev do Rajevega Sela je dve uri hoda. Zaradi tega so se vaščani trudili, da bi dobili lastno župnijo. Te niso dobili takoj, temveč so šele leta 1790 dobili krajevno kapelanijo v katero so bili vključeni tudi Posavski Podgajci. Prvi kapelan je bil frančiškan Martin Bensić, ki je ostal po podatkih iz arhiva župnije Rajevo Selo do leta 1798. Za njim je prišel Antun Rožman, v čigar času je bila zgrajena nova cerkev leta 1805.  Cerkev je bila zgrajena iz trdih materialov in posvečena Svetemu Iliji Preroku. Sredstva za izgradnjo cerkve so bila zbrana z zbiranjem sredstev vaščanov. Šele leta 1807 je vas postala tudi samostojna župnija. V času župnika Matije Sladojevića, po rodu iz Poljic v Dalmaciji sta bila nabavljena dva zvonova, ki sta bila posvečena Iliji Preroku, Blaženi Devici Mariji in Svetemu Florjanu. Sladojević je za sveto mašo uporabljal glagolico,a matične knjige je pisal v hrvaščini. Umrl je leta 1819 in je pokopan pred župnijsko cerkvijo. Ob sto šestdesetletnici smrti leta 1979 je bila postavljena spominska plošča na pročelju cerkve. Cerkev se nahaja v središču vasi.
Župnijo je 14. maja 1875 obiskal škof Josip Juraj Strossmayer in ob tej priložnosti delil zakramente. O obisku škofa priča tudi spominska plošča pred cerkvijo. Župnija ima tudi svojo spomenico, ki se  vodi od leta 1914 do danes, s tem, da so do leta 1968 vmes občasne prekinitve, od tedaj dalje pa se redno vpisujejo pomembni dogodki v župniji.
V vasi je poleg katoliške cerkve tudi pravoslavna cerkev Svetega Prokopija, ki je bila poškodovana v poplavah leta 2014 in grkokatoliška cerkev Svtega Jozefata.

## Šolstvo
Začetki šolstva v Rajevem Selu datirajo od 20. januarja 1831, ko je bila odprta prva šola. Prvi učitelji so bili Tadijan Palacković, Stjepan Božanović in Luka Jakobović, vsi iz Rajeveg Sela. Šola je bila v nizki in ruševinasti občinski hiši. Tako v dokumentu Glavnega poveljstva od 18. decembra 1847 piše, da je potrebno zgraditi novo šolo. Šola je bila dokončana leta 1852, leta 1855 jo je obiskovalo 43 učencev. Leta 1866 je bil ustanovljen tudi oddelek v nemškem jeziku. Med Drugo svetovno vojno je bila v vasi »šlilšul«, ki so jo obiskovali vsi otroci ne glede na narodnost, vodila jo je Tante Rose Gross. Med domovinsko vojno je bila šola uničena in je pozneje na njenem mestu zgrajena nova stavba. V vasi se danes nahaja podružnična šola »Antun in Stjepan Radić« Gunja.

## Kultura
- 1898. leta so dominikanci ustanovili Bratovščino svetega rožnega venca. Kot nasledstvo te tradicije obstaja še danes v vasi skupina žensk, ki vsak dan moli rožni venec. (Iz župnijske spomenice)
- V tridesetih letih 20. stoletja je ustanovljeno Križarsko bratstvo in Križarsko sestrinstvo. Oni so se ukvarjali s kulturno dejavnostjo, organizirali različne prireditve, tako glasbene kot športne.Organizirali so tudi duhovne vaje za članstvo. V vasi so tako pričeli z gradnjo Hrvaškega katoliškega doma, ki pa ni bil dokončan in je bil pozneje premeščen v Sremske Karlovce.
- Obrtniški dom je ustanovljen 29. januarja 1865, in pozneje ponovno leta 1892.
- Leta 1907 je v vasi ustanovljena gospodarska podružnica Deželnega slavonskega gospodarskega društva iz Osijeka.
- Leta 1908 je ustanovljena Upniško združenje, kot član Deželnega osrednjega upniškega združenja. Istega leta je bila ustanovljeno tudi Pogrebno društvo.
- Podružnica vaške prosvetne organizacije »Seljačka sloga« (Kmečka sloga) je bila ustanovljena leta 1935, prvi predsednik je bil Andrija Vujković. Organizirali so različne prireditve in predavanja, ustanovili so knjižnico in tamburaški zbor. Naslednik te podružnice je današnje kulturno umetniško društvo »Sava«
- Prva vaška čitalnica je bila ustanovljena leta 1920 pod nazivom »Hrvatska čitaonica« (Hrvaška čitalnica), ki pa ni bila regustrirana vse do leta 1937. (Hrvatski državni arhiv, Pravila društva, Zagreb 2000). Istega leta je naziv čitalnice spremenjen v »Hrvatska čitaonica u Rajevom Selu« (Hrvaška čitalnica v Rajevem Selu). Že od ustanovitve dalje je čitalnica imela veliko članov, največ 120. Leta 1939 so od članov čitalnice po večkratnih selitvah zbirali denar za izgradnjo čitalnice. Z delom je prenehala leta 1945.
- Lovsko društvo je bilo ustanovljeno leta 1933.

## Šport
Športni klub RAŠK (Rajevački športski klub) je bil ustanovljen leta 1932 in še danes deluje pod tem imenom. Trenutno nogometno moštvo tekmuje v II. županijski ligi Vukovarsko-sremske županije, nogometno središče Županja, kar je najnižji organizirani nivo nogometnega tekmovanja.

## Znane osebnosti
- Zlatko Bijelić, nogometaš HNK Cibalie in HNK Vukovar
- Mijo Strepački, večkratni poslanec hrvaškega Saborja (1975 do 1990) in uspešni direktor Tovarne sladkorja Županja (1990 do 1998)
- Željko Vujković, ekonomist, direktor trgovskega podjetja Posavina
- Tomislav Jelić, glasbenik, član glasbene skupine Colonia
- Filip Dugac, ustanovitelj in dolgoletni član NK Graničar Županja
- Stjepan Adžić, duhovnik, doktor teologije, kanonik v Peči (Pecs), vikar škofa v Peči, župnik v Nijemcih in Tovarniku, pisatelj in pesnik
- Milan Komadina, ugankar
- Miloš (Stjepan) Božanović (Rajevo Selo, 10. marec 1863 – Beograd, 14. januar 1922), general Srbske vojske in obrambni minister Kraljevine Srbije leta 1913
- Ivo Čeović (Gornji Andrijevci, 4. februar 1886 – Zagreb, 14. november 1971). Eden od ustanoviteljev in prvi tajnik Zveze lovskih društev Hrvaške in Slavonije, po poklicu gozdar. Ukvarjal se je s filmsko scenaristiko in režijo dokumentarnih filmov. Osnovno šolo je končal v Rajevem Selu.